# Ерих I (Хоя)
Вижте пояснителната страница за други личности с името Ерих I.
Ерих I фон Хоя (на немски: Erich I von Hoya, * 1370; † 1426) е от 1377 до 1426 г. граф на Хоя (горно графство).
Той е най-възрастният син на граф Йохан II фон Хоя (1319 – 1377) и съпругата му принцеса Хелена фон Саксония-Лауенбург († сл. 1359), дъщеря на херцог Ерих I фон Саксония-Лауенбург.
По-малките му братя са Йохан, 1394 – 1399 епископ на Падерборн и 1399 – 1424 епископ на Хилдесхайм, и Ото, 1392 – 1424 епископ на Мюнстер и 1410 – 1424 администратор на Оснабрюк.
През 1383 г. той построява замък Дипенау, който малко след това е разрушен от епископа на Минден.

## Фамилия
Ерих I фон Хоя се жени през 1390 г. за Хелена фон Брауншвайг († 1373), дъщеря на херцог Магнус II фон Брауншвайг-Люнебург и Катарина фон Анхалт-Бернбург. Двамата имат шест деца:
- Йохан V († 1466), последва го като граф
- Албрехт († 1470), епископ на Минден
- Ото († 1440), домпропст в Хамбург и администратор на Бремен
- Ерих († 1458), домпропст в Кьолн и администратор на Оснабрюк
- Хелене († 1426), съпруга на граф Адолф VIII фон Холщайн-Шауенбург († 1370)
- Ерменгард, 1428 съпруга на граф Ото VII фон Текленбург († сл. 1452)